# Pseustes shropshirei
Pseustes poecilonotus là một loài rắn trong họ Rắn nước. Loài này được Barbour & Amaral mô tả khoa học đầu tiên năm 1924.

## Hình ảnh

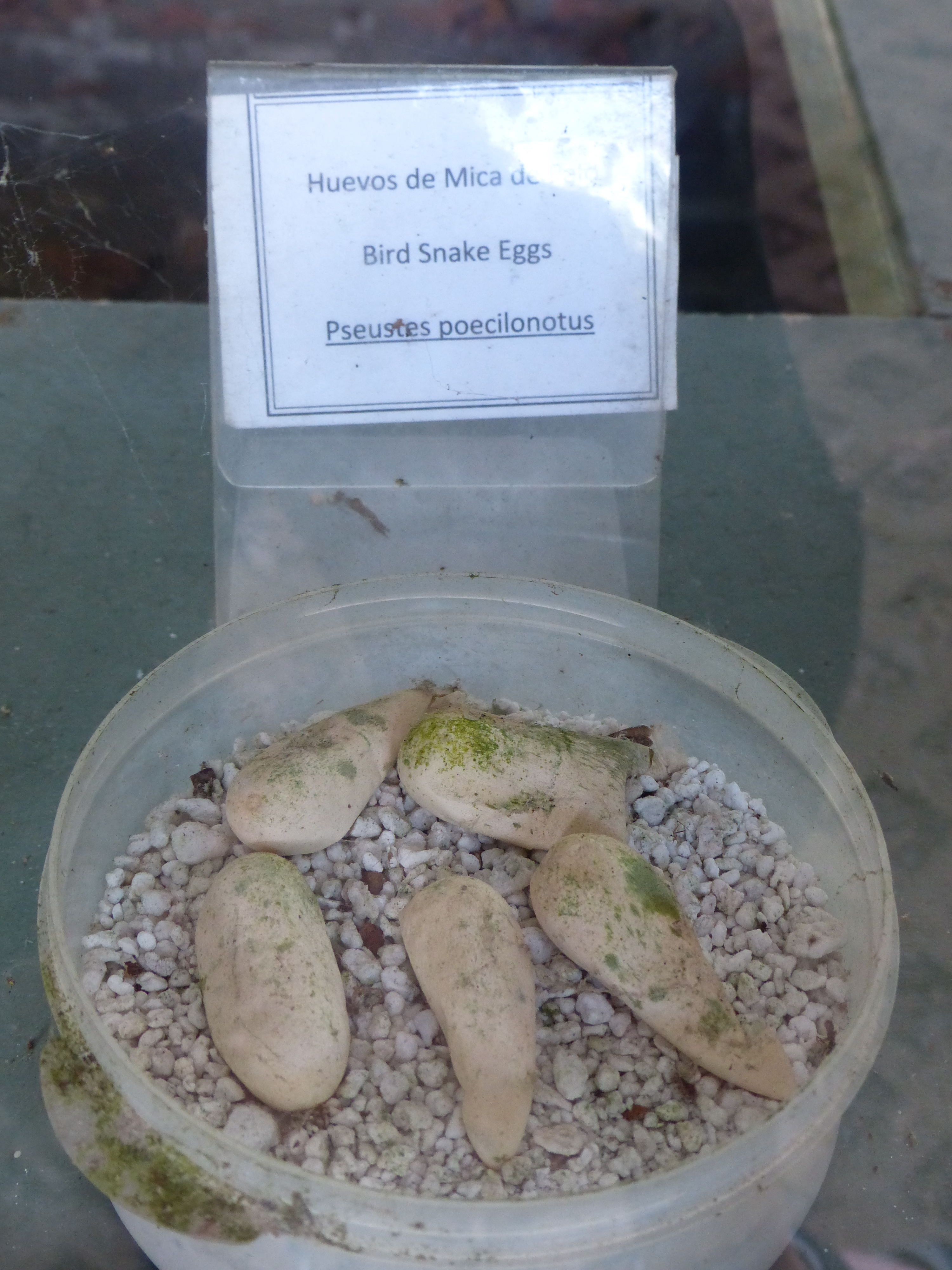
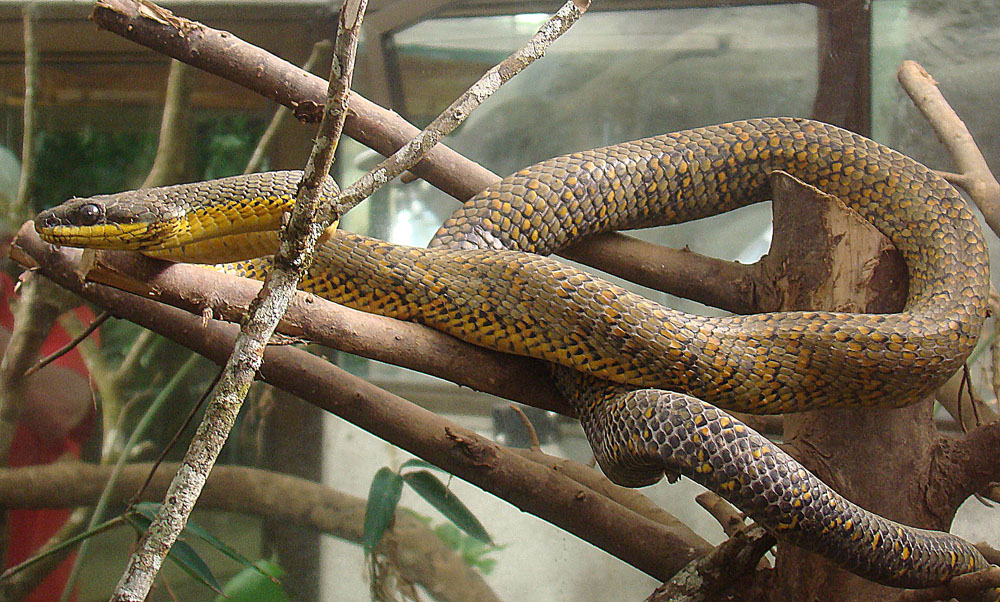